# 제육볶음
제육 볶음(豬肉-, Stir-fried Pork)은 돼지고기를 고추장 양념에 재워 볶은 요리이다. 제육(豬肉)은 돼지고기를 뜻한다.

## 어원
제육은 저육(猪肉)에서 유래되었다는 것이 정설화 되어있다. 돼지나 돼지고기를 의미하는 한자로는 豚(돈), 豕(시), 猪(저), 亥(해)가 있는데, 猪(저)는 멧돼지 혹은 산돼지를 말하고 豚(돈)은 집에서 키우는 돼지를 말한다. 따라서 멧돼지 고기로 해석해 조선 시대에 주로 멧돼지고기를 먹었고 오늘날의 제육볶음도 멧돼지고기에서 유래된 것으로 보는 견해도 있다.
조선 시대에는 소고기를 선호한 탓에 돼지 사육을 꺼리고 돼지고기도 기피했기에 돼지고기가 귀했다. 필요할 때는 사냥을 통해서 멧돼지를 고기로 사용했던 것에서 유래된 것으로 보이며, 이 영향으로 제육볶음이라 불리는 것으로 추정된다.

## 조리
목살이나 삼겹살, 앞다릿살, 뒷다릿살 등의 돼지고기를 한 입 크기로 썰어 준비한다. 양념장은 고추장을 기본으로 간장, 마늘, 양파, 대파, 고춧가루, 참기름, 청양고추, 생강, 후추, 당근, 호박, 부추, 깻잎 등을 기호에 맞게 추가한다. 고기와 양념을 버무려 30분가량 재워두었다가 재료에서 수분이 배어나오는 정도를 살펴서 불의 세기를 조절하여 볶고, 접시에 담아 낸다. 기호에 따라 참깨를 뿌려내며, 상추나 배추같은 쌈을 곁들여 먹기도 한다. 술안주로도 많이 먹는다. 남자들이 주로 선호한다. 주로 대학가 근방이나 기사식당에서 많이 판다.

## 돼지김치볶음과 제육덮밥
김치를 더하여 만든 것을 '돼지김치볶음'이라고 한다. 제육볶음을 덮밥의 형태로 밥 위에 얹어낼 수 있는데, 이를 '제육덮밥'이라고 한다. 제육덮밥으로 낼 때에는 달걀 프라이를 곁들이기도 한다.